# Antodynerus indecorus
Antodynerus indecorus är en stekelart som först beskrevs av Cameron 1909.  Antodynerus indecorus ingår i släktet Antodynerus och familjen Eumenidae. Inga underarter finns listade i Catalogue of Life.